# 조은주 (기자)
조은주(1983년 6월 15일~)은 대한민국의 미스코리아 출신 기자이다. 미스코리아 선, 미스 유니버시티 세계대회에서 1위를 수상했으며, 조선미디어센터 대표이사로 활동 중이다. 2011년에 TV조선 사회부 기자로 입사했으며, 2018년 디지틀조선일보에 입사, 현재 조선미디어센터 대표를 역임하고 있다.
배우자 서범준

## 학력
- 서울대학교 경영전문대학원 경영학 석사
- 연세대학교 언론홍보대학원 언론학 석사
- 홍익대학교 조치원캠퍼스 광고홍보학부 학사
- 청도여고 現 청도고등학교 졸업

## 수상
- 2010 미스유니버시티 세계대회 1위
- 2007 미스코리아 선(善)
- 2007 미스월드 베스트드레서상
- 2006년 미스유니버시티 한국대회에서 평화봉사상 수상
- 2006 미스코리아 대전충남 대전일보
- 2006 미스 경북에 참가했으나 입상에 실패하고 바로 2006 미스 대전-충남에 참가했으나 협찬사상인 대전일보에 입상해 본선 진출에는 실패했다. 다음해에는 2007 미스 서울에 참가했으나 입상에 실패하고 뒤이어2007 미스 제주에 출전해 선에 입상하면서 2007 미스코리아 본선에 진출했다. 본선에서 서울 선 박가원과함께 미스코리아 선(善)에 입상했고 미스코리아 선 자격으로 국제 미인대회인 미스 월드에 대한민국 대표로출전해 베스트 드레서상을 수상했다.

2009년에는 월드 미스 유니버시티 한국대회에 출전해 1위에 해당하는 지(智)와 네티즌상을 수상했다. 월드 미스 유니버시티 1위 자격으로 이듬해인 2010년 월드 미스 유니버시티 세계대회에 출전해 1위인 지를 수상했다.